# Lê Công

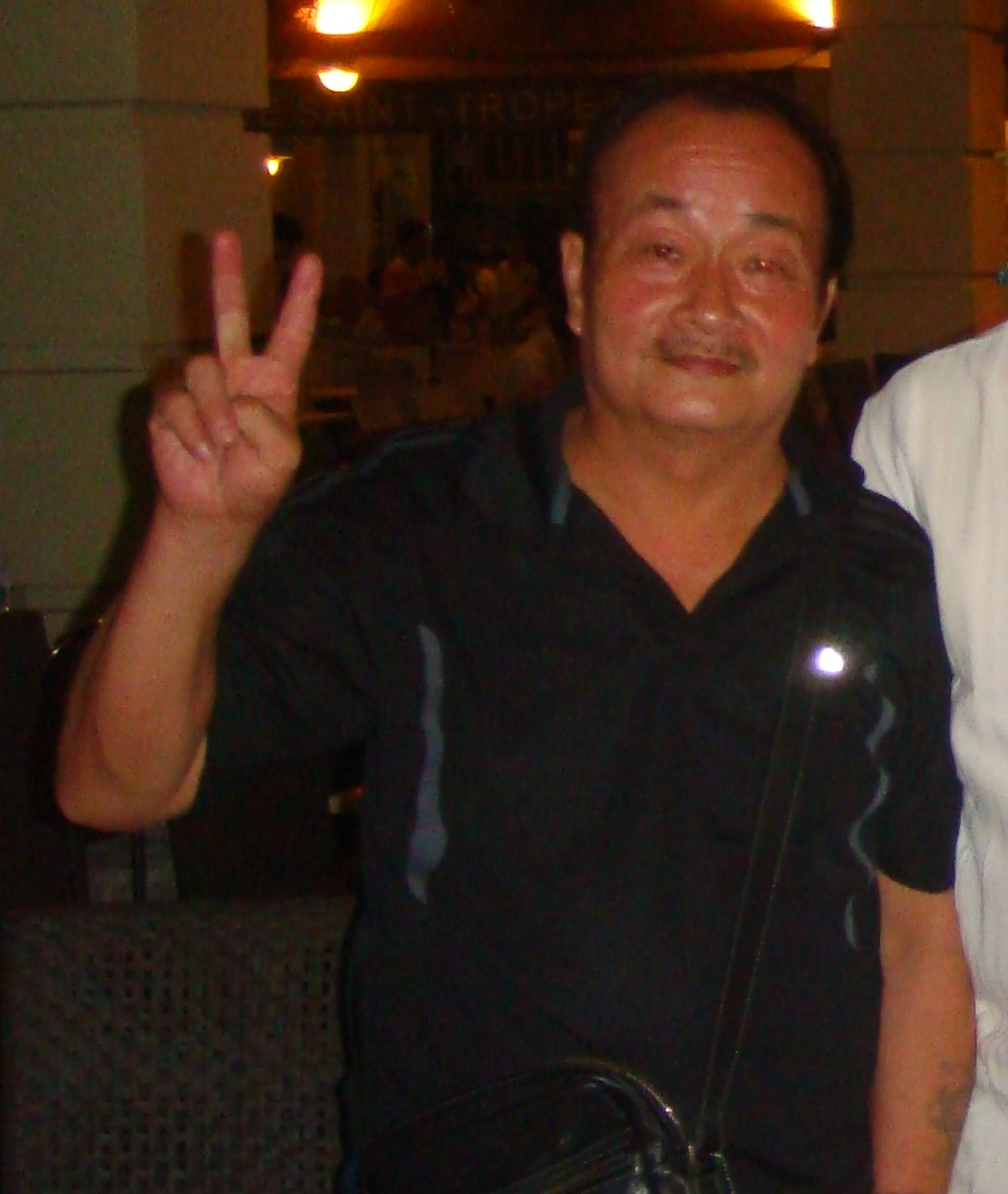
Võ sư Lê Công (ảnh chụp giữa tháng 12 năm 2010)

Lê Công (sinh 1952) là một võ sư karatedo ngũ đẳng huyền đai JKA người Việt Nam, huấn luyện viên trưởng đội tuyển karatedo quốc gia Việt Nam, Đại tá Quân đội nhân dân Việt Nam. Ông hiện là phó Trưởng tràng Hệ phái Suzucho Karatedo., huyền đai bát đẳng.

## Tiểu sử
Ông sinh ngày 2 tháng 9 năm 1952, tại xã Kháng Nhật, huyện Sơn Dương, tỉnh Tuyên Quang, là con của ông Lê Dung - nguyên Thứ trưởng Bộ Giao thông công chính (sau đổi thành Bộ Giao thông và Bưu điện) và bà Lê Thị Lịch - nguyên bí thư tỉnh ủy Vĩnh Yên.
Do ảnh hưởng của gia đình, ông bắt đầu học võ từ năm 13 tuổi. Năm 1970, ông nhập ngũ, được biên chế vào một đơn vị phòng không và chiến đấu ở chiến trường Quảng Trị, Nam Lào.
Năm 1972, trong lúc tiếp quản căn cứ Ái Tử (ở Quảng Trị), ông nhặt được quyển sách "Linh Trường công thủ", một cuốn sách dạy karate do võ sư Hạ Quốc Huy Suzucho karate-do biên soạn. Vốn ham thích võ thuật, từ đó, ông tự luyện môn karate.
Chiến tranh kết thúc, ông chuyển sang công tác huấn luyện, trở thành võ sư huấn luyện võ thuật trong quân đội, công tác tại Cục Quân huấn, Bộ Tổng tham mưu Quân đội nhân dân Việt Nam. Năm 1986, ông trở thành huấn luyện viên của Trung tâm thể thao quân đội. Thời gian này, ông đã có những liên hệ với các võ sư Suzucho Karatedo, hệ phái Karate mà ông đã tự tập luyện qua sách hướng dẫn.
Khi phong trào luyện tập karate nổi lên, ông thành lập lớp karate của Trung tâm thể thao quân đội. Lúc này, ông chính thức được công nhận là một võ sư Karate. Sau đó, ông được mời làm huấn luyện viên đội tuyển quốc gia. Năm 1993, ông trở thành huấn luyện viên trưởng đội tuyển Karate quốc gia Việt Nam, nhiều lần dẫn đoàn thi đấu quốc tế. Nhiều học trò của ông đã giành được huy chương thi đấu quốc tế. Năm 2001, ông được kết nạp Đảng Cộng sản Việt Nam.
Ông là người Việt Nam duy nhất tính đến nay đã thi vượt cấp và đạt năm đẳng cấp Liên đoàn các Hiệp hội karatedo Nhật Bản (JKA - Japan Karatedo Association).

## Vinh danh
Với các đóng góp của mình, ông được Nhà nước Việt Nam tặng 2 bằng khen Chính phủ, 5 Huân chương Lao động (một hạng Nhất, hai hạng Nhì, hai hạng Ba).